# Seymour Goes to Hollywood
Seymour Goes to Hollywood (známá také jako Seymour at the Movies) je dobrodružná plošinovka vyvinutá studiem Big Red Software a vydaná v Evropě v roce 1991 společností Codemasters. Hráči ovládají postavu Seymoura, malého tvora podobného bramboře, jenž si přeje stát se filmovou hvězdou. Scénář k filmu je zamčený v trezoru a Seymour musí řešit hádanky sbíráním a používáním předmětů rozmístěných po celé hře, aby jí mohl postupovat a nakonec scénář získat zpět.

## Hratelnost
Hráči se Seymourem pohybují po herních lokacích a řeší hádanky takovým způsobem, že sbírají až tři předměty najednou a používají je na předem určených místech. Pohyb z jedné lokace do druhé je umožněn pomocí tzv. flip-screenu; když se Seymour dotkne vnějšího okraje obrazovky, přenese se do další lokace. Ve filmovém studiu, v němž se hra odehrává, se nachází několik místností. Mezi nimi například kancelář a osm filmových placů s kulisami, na které je možné se dostat z bludiště tvořeného exteriérovými prostory (každá obrazovka s bludištěm se jen nepatrně liší od té předchozí). Dveře do natáčecích prostor jsou zamčené a Seymour musí nejprve najít příslušný klíč, aby se dostal dovnitř. Tématem kulis jsou například filmy Čaroděj ze země Oz a King Kong, některé však vychází též z různých žánrů, jako jsou horory a sci-fi filmy.
Postavy ve filmovém studiu pomáhají Seymourovi dosáhnout jeho cíle předáváním rad a různých nových předmětů, ale pouze tehdy, když jim pomůže jako první. Seymourovy poznámky při sbírání předmětů a sarkastické dialogy s ostatními postavami jsou sdělovány prostřednictvím bublin. Jedním z příkladů hádanky je sestavení Frankensteina z několika částí jeho těla, jež se nachází na hororovém place. Jakmile je sestaven, prorazí jednu ze stěn kulis a umožní Seymourovi vstoupit do dalších dveří.

## Příběh
Seymour získal hlavní roli v hollywoodském filmu a přijíždí do filmového studia, aby se zúčastnil jeho natáčení. Tam zjistí, že šéf studia Dirk E. Findlemeyer II. odjel na dovolenou do Miami. Findlemeyer si však s sebou vzal klíče od trezoru, ve kterých je uschován scénář k filmu, a natáčení tak nemůže začít. Aby se Seymour k scénářům dostal, musí trezor vyhodit do povětří dynamitem; poté musí posbírat 16 sošek Oscara a udělit je každému z herců. Teprve pak může začít natáčení.

## Odkaz
V letech 1991 a 1992 vyšlo pět pokračování: Super Seymour Saves the Planet, Seymour: Take One!, Stuntman Seymour, Sergeant Seymour Robot Cop a Wild West Seymour. V roce 1992 vyšel též titul s názvem Superstar Seymour kompilující pět už vydaných dílů s výjimkou Seymour: Take One!.